# Kaoru Kakinami
Kaoru Kakinami (jap. 柿並 薫, Kakinami Kaoru) ist eine ehemalige japanische Fußballspielerin.

## Karriere
Kakinami absolvierte ihr erstes Länderspiel für die japanische Nationalmannschaft am 6. September 1981 gegen England. Insgesamt bestritt sie vier Länderspiele für Japan.